# Archichlora monodi
Archichlora monodi är en fjärilsart som beskrevs av Pierre E.L. Viette 1975. Archichlora monodi ingår i släktet Archichlora och familjen mätare. Inga underarter finns listade i Catalogue of Life.